# Макена (Хаваји)
Макена (енгл. Makena) насељено је место за статистичке потребе у америчкој савезној држави Хаваји. По попису становништва из 2010. у њему је живело 99 становника.

## Демографија
Према попису становништва из 2010. у граду је живело 99 становника.
| Група             | 2000.  | 2010.      |
| Белци             | . (.%) | 66 (66,7%) |
| Афроамериканци    | . (.%) | 0 (0,0%)   |
| Азијати           | . (.%) | 10 (10,1%) |
| Хиспаноамериканци | . (.%) | 7 (7,1%)   |
| Укупно            | .      | 99         |